# GSC5292-608
GSC5292-608 — хімічно пекулярна зоря спектрального класу ?, що має видиму зоряну величину в смузі V приблизно 10,4.

## Пекулярний хімічний вміст
Зоряна атмосфера Renson 4330 має підвищений вміст Eu та Cr.